# Кавказская
Кавка́зская — станица в Кавказском районе Краснодарского края, административный центр Кавказского сельского поселения.

## География
Станица расположена на высоком правом берегу Кубани в 3 км от Кропоткина. Железнодорожная станция Гетмановская Северо-Кавказской железной дороги на линии Кавказская — Передовая.

## История
30 ноября 1777 года Александр Васильевич Суворов получил приказ за подписью командующего войсками юга России генерал — фельдмаршала Румянцева — Задунайского «для принятия команды над корпусом на Кубани».
…Тщательно изучив по картам берега Кубани, Суворов делает вывод, что правобережье совершенно открыто для набегов черкесов на русские границы.
В 1778 Суворов принимает решение построить вдоль правого берега Кубани цепь оборонительных сооружений. Это были полевые укрепления из местного материала — треугольный или трапециевидный ров, над ним тонкий вал. В боковых сторонах прорезались пушечные амбразуры. Устраивали «волчьи ямы — ловушки». В укреплениях солдаты и жили.
Крепость примыкала к высокому обрыву поймы и в плане выглядела неправильным многоугольником с четырьмя бастионами.
Суворов назвал крепость Темижбек (по урочищу), но спустя месяц переименовал её в Павловскую в честь цесаревича Павла. Крепость была заложена в рамках Азово-Моздокской укреплённой линии и многие годы играла важную роль на Северном Кавказе.
В 1793 году генерал Гудович перестроил её в крепость Кавказскую.
Согласно высочайшему повелению от 28 февраля 1792 года на Кавказскую линию в 1794 году переселена тысяча семейств донских казаков, образовавших Кубанский казачий полк. Ими основаны шесть новых станиц при крепостях Усть-Лабинской, Кавказской, Прочноокопской; а также при Григориполисском укреплении, Темнолесском ретраншементе и Воровсколесском редуте.
В конце XIX — начале XX века станица являлась центром Кавказского отдела Кубанской области.
Статья из ЭСБЕ:

Кавказская станица — Кубанской области, Кавказского отдела, в 7 верстах от Владикавказской железной дороги. Жителей 5888. Церковь, старообрядский скит; до 1893 г. тут жил старообрядческий архиерей. Школа, лавок 15, мельниц 21, кирпичных заводов 3, кузниц 2, бондарен 9. Базары по воскресеньям, ярмарка. 2 врача, ветеринарный врач, повивальная бабка.

На землях станицы в середине XIX века возник иногородний посёлок — впоследствии город Кропоткин.
С 1944 по 1956 год и с 1980 по 2009 год станица являлась административным центром Кавказского района.
19 марта 2025 года ВСУ атаковали дронами нефтебазу, там начался пожар.

## Население
| 1816    | 1897    | 1939    | 1959    | 1979    | 1989    | 2002    |
| ------- | ------- | ------- | ------- | ------- | ------- | ------- |
| 984     | ↗8293   | ↘6204   | ↗7530   | ↗9398   | ↗10 755 | ↗11 531 |
| 2010    | 2012    | 2013    | 2014    | 2015    | 2016    | 2017    |
| ↘11 164 | ↘11 033 | ↘10 979 | ↘10 801 | ↘10 705 | ↘10 593 | ↗10 627 |
| 2018    | 2019    | 2020    | 2021    | 2023    |         |         |
| ↘10 555 | ↘10 395 | ↘10 336 | ↘10 177 | ↘10 089 |         |         |

### Язык
По данным переписи 1897 года:
| Язык                       | Численность, чел. | Доля     |
| -------------------------- | ----------------- | -------- |
| Русский («великорусский»)  | 7 294             | 87,95 %  |
| Украинский («малорусский») | 802               | 9,67 %   |
| Другие                     | 197               | 2,38 %   |
| Итого                      | 8 293             | 100,00 % |

В настоящее время официальным и основным языком станицы является русский.

## Достопримечательности
- Народный исторический музей дома культуры ст. Кавказской[22]
- Свято-Никольский храм[23]

## Известные уроженцы
- Бражников, Григорий Иванович (1916-1995) — советский танкист в годы Великой Отечественной войны
- Зволинский, Вячеслав Петрович (1947-2020) — российский государственный деятель
- Чаплыгин, Фёдор Михайлович (род. 1923) — кавалер ордена Отечественной войны I степени
- Елисеев, Фёдор Иванович (1892—1987) — кубанский казак, полковник, участник Первой мировой и Гражданской войны. Писатель, автор книги «Казаки на Кавказском фронте (1914—1917)»

## Почётные граждане
- Ащева, Наталья Петровна (1924—2011) — заместитель главного врача районной больницы, Кавказский район Краснодарского края. Герой Социалистического Труда (04.02.1969)[24]. Почётный гражданин ст. Кавказская
- Кузнецова Фаина Александровна (1935-2020) — педагог, отличник народного просвещения, ветеран труда, почётный гражданин ст. Кавказская.